# مغامرات بيلي وماندي
مغامرات بيلي وماندي والمعروف باسم بيلي وماندي هو مسلسل رسوم متحركة تلفزيوني أمريكي من إنتاج ماكسويل اتومز وإنتاج كرتون نتورك ستوديوز يعتبر الكرتون الرابع عشر 14 لقناة كرتون نتورك وهو جزء من سلسلة الكرتون غريم والشرير تم عرضه لأول مرة على قناة كرتون نتورك في 13 جوان 2003 حتى لي 12 أكتوبر 2008 واستمر لمدة 06 مواسم و 160 حلقة
في العالم العربي تمت دبلجة المسلسل من قبل استديو ايمدج برودكشن هاوس وتم عرضه على قناة إم بي سي 3 في عام 2010 لمرة واحدة حصريا وكما تم إصداره على أقراص دي في دي.

## القصة
القصة تتحدث عن بيلي الفتى الغبي الساذج وماندي الفتاة الايمو الغاضبة طوال الوقت وغريم ريبر بنفسه! غريم قد خسر في مسابقة لذا أصبح مضطر ان يكون صديقهم إلى الابد ويعيش في منزل بيلي واصبح يتعايش مع الامر، نشاهد يومياتهم عندما يتعرضون للهجوم من قبل العالم السفلي أو من أي بعد أخرى، اضافه انه سيكون هناك عرض ليوميات في مدرسة

## الأصوات العربية
عبدو حكيم - بيلي
عفيف شيا - غريم
خالد السيد
شربل ايوب
رنا الرفاعي - ماندي
وليام ناصيف
إبراهيم ماضي
فاتن خليفة
حسان حمدان (ممثل صوت)

## روابط خارجية
- مغامرات بيلي وماندي على موقع IMDb (الإنجليزية)
- مغامرات بيلي وماندي على موقع قاعدة بيانات الأفلام العربية
- مغامرات بيلي وماندي على موقع كينوبويسك (الروسية)
- مغامرات بيلي وماندي على موقع ألو سيني (الفرنسية)
- مغامرات بيلي وماندي على موقع قاعدة بيانات الفيلم (الإنجليزية)